# Летающий дом
«Летающий дом» (яп. トンデラハウスの大冒険 Тондэра хаусу но дайбо:кэн, «Приключение с летающим домом») — аниме-сериал религиозной тематики производства компании Tatsunoko Productions. Включает 52 серии. В России американскую версию аниме в дубляже РГТРК «Останкино» показали по Первому каналу телекомпании «Останкино» с 20 января 1993 года по 4 января 1995 года.

## Сюжет
Талантливый, но рассеянный профессор Токио Тайму изобретает машину времени, благодаря чему небольшой домик в лесу становится своего рода межвременным кораблём. Вместе с тремя детьми и своим роботом он отправляется в прошлое, где становится свидетелем событий, описанных в Новом Завете.

## Персонажи
Имена приведены согласно оригинальной японской версии, при этом также указаны оригинальные имена и фамилии для международного проката.
Гэн Адати (яп. 安土 ゲン Адати Гэн) / Джастин Кейси (англ. Justin Casey) — главный герой.
Сэйю: Сатоми Мадзима
Канна Нацуяма (яп. 夏山 カンナ Нацуяма Канна) / Анжела Робертс (англ. Angela Roberts) — подруга Гэна.
Сэйю: Санаэ Такаги
Цукубо Нацуяма (яп. 夏山 ツク坊 Нацуяма Цукубо:) / Корбин Робертс (англ. Corbin Roberts) — младший брат Канны.
Сэйю: Руна Акияма
Профессор Токио Тайму (яп. 待夢 時男 博士 Тайму Токио хакасэ) / Профессор Хамфри Бамбл (англ. Professor Humphrey Bumble) — владелец машины времени-летающего дома.
Сэйю: Ёсито Ясухара
Кандэнтин (яп. カンデンチン) / С.И.Р (англ. SIR, Солнечный Ионный Робот) — робот
Сэйю: Кёко Тонгу
Иисус Христос (яп. イエス・キリスト Иэсу Кирисуто)
Сэйю: Дзюн Хадзуми
Апостол Павел (яп. 使徒 パウロ Ситопауро)
Сэйю:

## Медиа

### Аниме
Премьера состоялась с 5 апреля 1982 года по 28 марта 1983 года на телеканале TV Tokyo. Производством занималась Tatsunoko Production, под руководством режиссёров Хигути Масакадзу и Фудзи Минэо по сценарию Акиёси Сакай. За дизайн персонажей отвечал Хадзимэ Фукуока. Музыкальное сопровождение написали Хироси Такада и Масаюки Тиё.